# Gwalia Cemetery
Gwalia Cemetery is een Britse militaire begraafplaats met gesneuvelden uit de Eerste Wereldoorlog, gelegen in de Belgische gemeente Poperinge. De begraafplaats werd ontworpen door Reginald Blomfield en ligt achter een boerderij op 3,5 km ten noordoosten van het centrum van Poperinge. Het terrein is bereikbaar langs een graspad van ongeveer 275 m en heeft een rechthoekig grondplan met een oppervlakte van 1.427 m². De begraafplaats wordt omgeven door een bakstenen muur en wordt onderhouden door de Commonwealth War Graves Commission.
Er liggen 470 doden begraven waarvan 454 Britten (waaronder 2 die niet geïdentificeerd konden worden), 2 Australiërs, 5 Canadezen, 5 Nieuw-Zeelanders, 1 Zuid-Afrikaan en 3 Duitsers.

## Geschiedenis
De nabijgelegen hoeve werd door de Britten genoemd naar het plaatsje Gwalia in Wales. Vanaf eind juni 1917 werd de hoeve gebruikt door de 143th Field Ambulance. Later werd deze uitgebouwd tot een 'Corps Main Dressing Station' (M.D.S.), d.i. een hoofdverbandplaats, als voorbereiding van het groot offensief dat eind juli 1917 zou starten (Derde Slag om Ieper). De gewonden die volgens het systeem van medische evacuatie in deze verbandpost terechtkwamen en het niet overleefden, werden achter de hoeve op deze begraafplaats begraven. De omgeving van de hoeve werd op 4 september 1917 beschoten door de Duitse artillerie waarbij 14 manschappen van de 9th Lancashire Fusiliers sneuvelden. Zij liggen nu begraven in perk I rij H. De begraafplaats werd gebruikt van eind juni 1917 tot september 1918 door eenheden van de artillerie, infanterie en verbandploegen (Field Ambulances). Er liggen ook 4 Chinese arbeiders (Chinese Labour Corps).
De begraafplaats werd in 2009 als monument beschermd.

## Graven

### Onderscheiden militairen
- Percy William Beresford, luitenant-kolonel bij het Royal Fusiliers 2nd/3rd Bn. is de hoogste in rang op deze begraafplaats en is drager van de Distinguished Service Order (DSO).
- de majoors George Henry Wilson en Kenneth Cameron, onderluitenant B. Miller, de kapiteins William St. Clair Grant en James Bliss werden onderscheiden met het Military Cross (MC). Laatstgenoemde ontving deze onderscheiding tweemaal (MC and Bar).
- J.M. Bennett, soldaat bij het Duke of Wellington's (West Riding Regiment) werd onderscheiden met de Meritorious Service Medal (MSM)
- sergeant Jonathan Heaton, korporaal Peter Emslie, monteur Henry Ernest Johnson, de kanonniers Michael Murphy en James Lynch, sapper William Andrew Stephen en soldaat Percy Raworth ontvingen de Military Medal (MM).

### Alias
- soldaat Henry Reginald Pizzi diende onder het alias H.P. Ferguson bij de Canadian Infantry.